# Réalisme modéré
Le réalisme modéré est une position dans la querelle des universaux, consistant à affirmer qu'il n'y a pas de domaine dans lequel les universaux existent (contre le platonisme), non plus qu'ils existent réellement dans les individus comme « universaux » mais plutôt que les universaux existent vraiment dans le particulier, comme « individualisés » et multipliés. Cette position est également appelée réalisme immanent.
Elle s'oppose à la fois au réalisme, comme la théorie des formes, et au nominalisme. Les tenants du nominalisme nient entièrement l'existence des universaux, même comme individualisés et multipliés dans les individus.
Aristote épouse une forme de réalisme modéré comme plus tard Guillaume de Champeaux et Thomas d'Aquin.
Une version plus récente et plus influente du réalisme immanent a été avancée par D. M. Armstrong dans des travaux comme son Universals: An Opinionated Introduction.

## Source de la traduction
- (en) Cet article est partiellement ou en totalité issu de l’article de Wikipédia en anglais intitulé « Moderate realism » (voir la liste des auteurs).